# 福派峰
福派峰（英語：Fopay Peak）
是南極洲的山峰，位於沙克爾頓海岸，處於麥克貝恩山西北面9公里的康沃爾冰川南岸，屬於伊麗莎白女王嶺的一部分，由氣象學家命名，現時由南極條約體系管理。